# Juan José Tramutola
Juan José Tramutola (La Plata, 21 de outubro de 1902 — Remedios de Escalada, 30 de novembro de 1968) foi um treinador de futebol argentino. Foi vice-campeão mundial dirigindo a Argentina na Copa do Mundo de 1930, realizada no Uruguai.

## Carreira
Sem experiência como jogador, Tramutola estreou como técnico em 1929, com apenas 27 anos. Na Copa de 1930, exerceu a função juntamente com Francisco Olazar - oficialmente, era "diretor-técnico" do selecionado. Contra a França, tornou-se, aos 27 anos e 267 dias, o técnico mais jovem a comandar uma seleção em Copas.  Deixou a Seleção Argentina após a competição.
Afastado por quase 8 anos, voltou a treinar equipes em janeiro de 1938, assumindo o comando técnico do Boca Juniors. Sua última equipe foi o Ferro Carril Oeste, em 1948, ano em que se aposentou. Faleceu aos 66 anos, em Remedios de Escalada, na Grande Buenos Aires.